# HMS Daring (D05)
Pour les autres navires du même nom, voir HMS Daring.
Le HMS Daring (pennant number : D05) était le navire de tête des destroyers de classe Daring, autorisés en 1944 et construits pour la Royal Navy britannique pendant la Seconde Guerre mondiale. Entre 1953 et 1957, les « Darings » n’étaient pas classés comme des destroyers, mais à partir d’octobre 1957, ils sont revenus à la classification en tant que destroyers. Le HMS Daring a été construit par Swan Hunter et Wigham Richardson sur la Tyne, et ses moteurs par la Wallsend Slipway & Engineering Company. Sa quille a été posée le 29 septembre 1945. Il a été lancé le 10 août 1949 et achevé le 8 mars 1952. Il était le sixième navire de ce nom mis en service dans la Royal Navy. Il a eu cinq équipages successifs. Il a été placé en réserve en décembre 1968 et vendu à la ferraille en 1971. 

## Conception

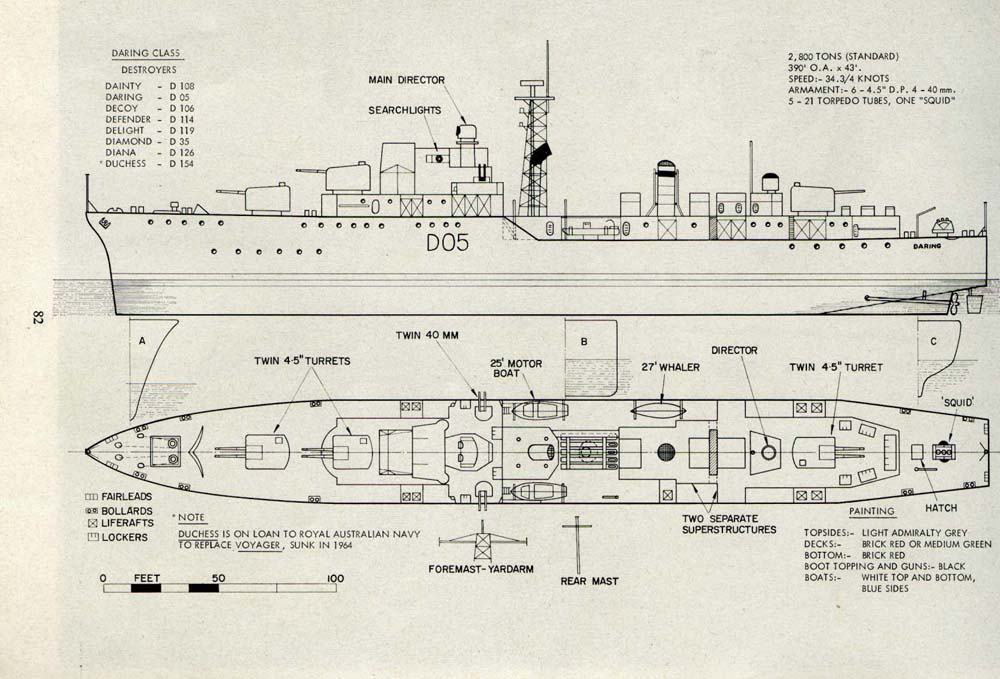
Schéma d’un destroyer de classe Daring

La classe Daring était une évolution des destroyers de classe Battle, plus grands et avec un armement plus lourd, organisés autour de trois tourelles jumelées. Seize navires de classe Daring ont été commandés dans le cadre du programme 1944 de constructions de guerre, mais sur les seize, seuls huit ont vu leur commande confirmée, le 29 mars 1945. Les huit autres ont été annulés en décembre 1945 avant que leur quille soit posée, devenus inutiles en raison de la fin de la Seconde Guerre mondiale. Trois autres navires ont été construits par l’Australie,. Leur taille et leurs capacités ont rendu les navires capables d’effectuer des tâches auparavant réservées aux croiseurs légers, et comme la classification en destroyers a été initialement considérée comme inappropriée, ils ont été appelés « croiseurs de classe Daring » pour la première partie de leur carrière.
Dans leur conception, les navires de la classe Daring avaient un déplacement standard de 2 950 tonnes, et un déplacement de 3 580 tonnes à pleine charge. Leur longueur hors-tout était de 120 m, de 114,30 m à la ligne de flottaison et de 111,56 m entre perpendiculaires, avec une largeur de 16 m et un tirant d'eau de 4,1 m. Le HMS Daring était destiné à être entièrement soudé, mais finalement le Daring et deux de ses sister-ships ont été construits en utilisant une construction mixte, soudée et rivetée. 
La propulsion se composait de turbines à vapeur à engrenages Parsons d’une puissance de 54000 ch (40000 kW) actionnant deux arbres d'hélice. La vitesse maximale en mer était de 30,5 nœuds (56,5 km/h). Le Daring avait une particularité en commun avec les Dainty, Defender et Delight : un système électrique à courant continu DC. Ces navires constituaient le 2nd Destroyer Squadron. Les autres navires de la classe ont reçu un système électrique à courant alternatif moderne, et ont formé le 5th Destroyer Squadron. L’alimentation électrique provenait de deux turbo-alternateurs à vapeur, chacun capable de fournir 350 kilowatts (470 ch) à 220 volts, et de deux générateurs diesel, chacun capable de fournir 150 kilowatts (200 ch).
L’armement principal se composait à l’origine de six canons de marine de 4,5 pouces QF Mark V (113 mm), à double usage, disposés en trois tourelles jumelées totalement fermées, deux situées à l’avant, et la troisième à l’arrière. Pour la lutte antiaérienne, les navires étaient équipés de six canons Bofors 40 mm, ce qui constituait une réduction par rapport aux huit qui étaient prévus en temps de guerre. Ils étaient disposés en deux affûts STAAG stabilisés, et un affût Mark V (ou « utilitaire ») plus simple et non stabilisé. Au moment de la construction, le système de pointage des canons était le plus avancé de la Royal Navy, étant complètement contrôlé par radar pour les canons principaux et antiaériens. Les canons étaient considérés, à l’époque, comme très précis avec une cadence de tir élevée. Deux ensembles de 5 tubes lance-torpilles de 21 pouces (533 mm) ont été installés (dont cinq ont été retirés en 1958-1959), ainsi qu’un mortier triple anti-sous-marins Squid avec 30 coups,. Un blindage pare-éclats de 9,5 mm d’épaisseur protégeait le pont, les tourelles des canons et les circulaires des tourelles, tandis que les passages de câbles électriques étaient protégés par un blindage de 6,4 mm.

## Engagements
Le HMS Daring a été construit par Swan Hunter et Wigham Richardson sur la Tyne. Ses moteurs ont été construits par la Wallsend Slipway & Engineering Company. Sa quille a été posée le 29 septembre 1945 et il a été lancé le 10 août 1949 avec pour marraine Mme Leonard Hall, la belle-fille de George Hall, le Premier Lord de l'Amirauté. Il a été mis en service le 3 février 1952. C’était le sixième navire de ce nom dans la Royal Navy.

### Première commission (mai 1952 - août 1954)
Après sa mise en service en février 1952, le HMS Daring a terminé ses essais, visité son port d’attache de Devonport et mené ses derniers essais à Portland. Le 7 mai 1952, il s’embarque pour Gibraltar et Malte, où il arrive le 16 mai. Il a été inspecté par le commandant en chef de la Mediterranean Fleet, l’amiral Lord Louis Mountbatten de Birmanie, ancien capitaine du dernier navire à porter le nom de Daring, le HMS Daring (H16). Le 19 juin, un accident avec des munitions a coûté la vie à l’artilleur G. W. Rossitter et à l’OA2 W. P. Murphy. Le Daring acquit très tôt une réputation de « navire malchanceux », et cela fut exacerbé lorsque son commandant, le captain Vernon John St. Clair-Ford, mourut subitement en août. La nomination du captain Gick comme son successeur a contribué à changer les attitudes, et il est rapidement devenu un navire efficace sous sa nouvelle direction. Des visites à Syracuse, Pýlos, Tripoli, Toulon, Golfe-Juan et Naples précèdent les opérations dans la zone du canal de Suez en octobre 1952.
En mars 1953, le HMS Daring participe à l’exercice « Spring Cruise » de l’OTAN avant de passer en carénage à Gibraltar d’avril à juillet. Le 26 juillet, il s’embarque pour se rendre sur les lieux d’une collision survenue dans le brouillard entre deux navires marchands : le britannique Culrain et l’espagnol Duero. Le Duero effectuait un voyage d’Alicante à Las Palmas de Grande Canarie. D’un déplacement de seulement 1375 tonnes de jauge brute, il faisait environ un cinquième de la taille du Culrain, et avait été coulé par la collision. Les 27 membres d’équipage avaient tous été secourus par le Culrain, et ils ont été transférés à bord du HMS Daring pour être débarqués à Gibraltar.
Le 12 août, à la suite du tremblement de terre de Céphalonie, le HMS Daring a été rappelé au port en urgence et a reçu l’ordre de charger 200 tonnes de provisions. Il a navigué vers Argostóli pour mener des opérations de secours sur les lieux de la catastrophe. Après avoir débarqué des fournitures, de la nourriture et de l’eau, et mis en place un hôpital d’urgence, il emmena les blessés à Zante le 18 août et franchit le canal de Corinthe jusqu’au Pirée.

### Deuxième commission (août 1954 - novembre 1956)
L’équipage du navire est resté à bord pendant dix mois supplémentaires après la fin de la première commission, servant avec la Home Fleet dans l’océan Arctique, puis retournant en mer Méditerranée. Le HMS Daring retourna à Devonport à la mi-août 1954, un congé fut accordé à l’équipage, puis le navire retourna à la Home Fleet pour des exercices. Après les exercices, le Daring a navigué vers Tromsø en Norvège.

### Troisième commission (novembre 1956 - octobre 1958)
Le HMS Daring était en route du canal de Kiel vers le port de Londonderry lorsqu’il a été redirigé vers la Méditerranée. Il a fait escale à Gibraltar puis se rendit à Malte. Un nouvel équipage a été envoyé par avion du Royaume-Uni en novembre 1956. Pour tout le personnel mécanicien, le navire était d’une conception complètement nouvelle, avec des chaudières à quatre tambours à haute pression et deux fours fonctionnant à 650 psi et 850 F de surchauffe. Ils ont eu une très courte période pour se familiariser avec le bateau et les machines avant de partir pour Suez pendant la crise de 1956. À la fin de cette opération, le HMS Daring retourna en Méditerranée occidentale. Il a fait équipe avec trois autres navires de classe Daring et a effectué avec eux des exercices dans le Golfe du Lion. 
Un exercice consistait en une manœuvre nocturne à grande vitesse, effectuée à plus de 30 nœuds. Naviguant en ligne tous feux éteints, les quatre navires reçurent un signal du capitaine « D » pour virer à tribord à 90 degrés en ligne. Le HMS Daring était au bout de la ligne, avec le HMS Diana (D126) sur son côté tribord. Lorsque l’ordre d’exécution a été reçu, le Diana n’a pas répondu et le Daring a tourné, se dirigeant droit vers lui. Le premier lieutenant était sur le pont avec le capitaine dans la salle du radar. Dans la chaufferie 'B', les mécaniciens voient le télégraphe du répéteur passer à « arrière toute ». Il s’agit d’un ordre qui doit être obéi immédiatement, indépendamment des dommages que cela peut causer aux machines. Les soupapes de sécurité de la chaudière se sont levées en quelques secondes lorsque la salle des machines a réagi en coupant la vapeur de la turbine avant. La pression a ensuite rapidement chuté lorsque les vannes de manœuvre arrière ont été ouvertes, tombant à 150 psi avant de commencer à récupérer. L’eau en certaine quantité a dû aller avec la vapeur car plusieurs rangées de la turbine arrière ont été emportées. Heureusement, étant le moteur bâbord de l’unité « B », ils ont réussi à mettre le moteur en mode marche arrière un peu plus rapidement que l’unité « A » qui a tiré le navire vers bâbord en évitant de justesse la collision presque inévitable. Le navire s’est ensuite rendu à Gibraltar sur le seul arbre d'hélice encore en état de marche. Il a passé trois mois à l’arsenal pour remplacer la turbine arrière.

### Carénage (octobre 1958 - janvier 1959)
En octobre 1958, le navire a été désarmé pour un carénage à Devonport, au cours duquel ses tubes lance-torpilles arrière ont été enlevés et remplacés par un rouf, offrant de l’espace d’hébergement supplémentaire.

### Quatrième commission (janvier 1959 - décembre 1960)
Le HMS Daring est remis en service à Devonport le 20 janvier 1959 sous le commandement du capitaine C. P. Mills. Il a navigué le 26 janvier pour des essais en mer et cela a révélé des défauts dans le système d’artillerie qui ont nécessité un long séjour à Devonport pour des réparations. Il a navigué pour des essais d’endurance le 5 mars avant d’arriver à Portland le 11 mars pour commencer le travail sous la direction de l’état-major de la formation maritime des officiers de pavillon.
Un congé a été donné à l’équipage au cours de la deuxième quinzaine d’avril avant de partir pour la Méditerranée, mais d’autres défauts ont été découverts dans le système d’artillerie, et deux semaines supplémentaires ont dû être passées au chantier naval pour corriger le problème. Après un autre bref exercice à Portland le 29 mai, l’équipage du navire a reçu une semaine de congé avant de quitter Portsmouth le 14 juin pour la Méditerranée. S’arrêtant brièvement à Gibraltar, le Daring est arrivé à Malte. Le 20 juin, il a reçu la visite du commandant de la flottille de la Méditerranée (contre-amiral Ewing), avant de rejoindre 45 autres navires pour l’exercice « Whitebait » de l’OTAN au large de la Libye. Il a effectué une patrouille à Chypre du 6 au 26 juillet, interrompant sa patrouille pour effectuer une visite à Athènes entre le 16 et le 18 juillet. Arrivé à Malte le 29 juillet, l’équipage du navire a immédiatement commencé les derniers préparatifs pour la régate de la flotte à Augusta le 4 août.
Après une visite à Monaco entre le 13 et le 18 août et une période de congés à Malte, le navire a participé au « SeptEx » annuel pendant deux semaines. À la fin des exercices, il s’embarque pour Venise, visitant la ville entre le 21 et le 26 septembre. Un jour plus tard, le navire arriva à Dubrovnik, mais au petit matin du 29 septembre, un violent coup de vent se leva et, craignant que l’ancre ne dérape, le Daring fut forcé de la relever et de reprendre la mer dans une tempête féroce. Quelques hommes en quartier libre ont été laissés derrière, mais ont été récupérés peu de temps après par le Crossbow. Après un passage difficile vers Malte, le navire s’est réapprovisionné en carburant et en provisions et a rejoint les navires de la Mediterranean Fleet pour des exercices avec la marine espagnole, suivis de visites à Palma et à Port Mahon dans les îles Baléares.
Après les Baléares, le navire a fait encore plus d’exercices avec la flotte avant de visiter Tunis, où une foire commerciale britannique était en cours. Une grande partie du mois d’octobre a été occupée par les préparatifs d’une inspection les 4 et 6 novembre par le commandant des flottilles de la Méditerranée. Le 20 novembre, le HMS Daring retrouve d’autres unités de la Royal Navy à Tarente pour un long exercice avec la marine italienne, suivi d’une brève période d’exercice avec le porte-avions Victorious. Après s’être détaché du Victorious, une canalisation de carburant s’est rompue durant un ravitaillement à la mer, et pendant un certain temps presque toute la longueur du côté tribord a été inondée par le mazout. Le navire a passé la nuit au mouillage au large de Fiumicino à nettoyer le mazout avant son rendez-vous avec le HMS Battleaxe pour une visite à Civitavecchia. Peu de temps après, le HMS Daring a dirigé la 2e escadrille de destroyers dans un défilé naval en l’honneur du commandant des flottilles de Méditerranée, embarqué à bord du HMS Tiger.
Pendant dix semaines à Noël 1959 et au Nouvel An 1960, le Daring resta à Malte, à l’exception d’une courte visite en janvier à Annaba (anciennement Bône), en Algérie. À Malte, il a été mis en cale sèche et a eu un carénage. Cette période de maintenance s’est terminée à la mi-mars, et il quitta Malte le 14 mars 1960. En compagnie de la majeure partie de la 2e escadrille de destroyers, il fait le voyage vers Alger. Après une visite de la flotte combinée à Gibraltar, il a été transféré à la Home Fleet et a navigué pour l’exercice « Dawnbreeze V ». Le mauvais temps qu’il y avait lors de son départ s’est progressivement aggravé et, le 26 mars, la force navale a rencontré un fort coup de vent sur le cap de Trafalgar. Une fois dans la Manche, le temps s’est amélioré, mais l’exercice en avait été gravement affecté. Le Daring s’est détaché et a jeté l’ancre à Jenny Cliff Bay, Plymouth, après avoir été absent du pays pendant près de 10 mois.
Après une brève période de congés, le navire retourna à Portland pour un entraînement d’artillerie, puis il passa par Portsmouth jusqu’à Brême en compagnie du Crossbow et de deux sous-marins. Après une visite de neuf jours, il a navigué sur l’estuaire de l’Elbe et à travers le canal de Kiel dans un épais brouillard, se dirigeant vers la mer Baltique. La mer Baltique a été traversée en compagnie d’autres unités de la Home Fleet sous l’œil vigilant d’unités de la marine soviétique, avec une arrivée à Helsinki le 26 mai. Des essais en Écosse ont conduit le navire à passer 3 semaines à Campbeltown, et de là, il est allé au Loch Eriboll via les Orcades. Une semaine au Loch Eriboll a été le prélude à un autre exercice de l’OTAN au départ de Rosyth, et mené par mauvais temps. Les visites à Bergen et Horten en Norvège ont été suivies de congés à Devonport.
Sa dernière opération de la quatrième commission fut une patrouille au large de l’Islande, un an après la fin de la première guerre de la morue. Il a été désarmé en décembre 1960.

### En réserve (décembre 1960 - avril 1963)
Le Daring est placé en réserve à Devonport entre décembre 1960 et avril 1963.

### Carénage (avril 1963 – décembre 1966)
En avril 1963, l’arsenal de Devonport a pris le navire en charge pour un long carénage, avec une date d’achèvement prévue pour octobre 1964. Les retards se sont enchaînés, et le carénage n’a finalement été achevé qu’en décembre 1966. Plusieurs changements ont été apportés à son armement et ses capteurs : un affût Mark V a remplacé les affût STAAG Mark II, une direction de tir MRS-3 a remplacé la Mark VI, et l’affût restant de tubes lance-torpilles a été retiré à son tour. Le commandant J. de B. Suchlick de la Royal Navy, le dernier commandant du Daring, a plaisanté en disant que le navire avait gagné son seul honneur de bataille au cours de cette période - « Devonport Dockyard (1960-1966) ».

### Cinquième commission (novembre 1966 - octobre 1968)
Le 24 octobre 1966, le HMS Daring se met en route pour la première fois en près de 6 ans. Quatre jours d’essais préliminaires en mer, avec un équipage d’essais et des travailleurs du chantier naval, ont été couronnés de succès. Après les essais en mer, de nombreux marins étaient absents pour les cours de pré-mise en service et la formation de l’équipe de commandement, tandis que le chantier naval travaillait fébrilement pour terminer le travail requis avant le 16 décembre, jour de la mise en service. Après les congés de Noël, l’équipage du navire l’a emmené à nouveau en mer en janvier et février pour des essais d’acceptation. L’amiral Wise, CSO (T) de CinC Home Fleet, est venu à bord pour l’inspection d’acceptation et a déclaré le navire opérationnel, malgré des problèmes avec le système d’artillerie. Les travaux à Portland ont suivi, bien qu’ils aient été interrompus pour servir de navire de sécurité pour le bombardement du Torrey Canyon échoué. 
Le navire a visité Cherbourg à la Pentecôte (mi-mai 1967), et des congés ont été accordés en juin et juillet, alors que le navire était préparé pour un déploiement à l’est du canal de Suez. Le navire quitta Plymouth pour l’Est le 17 juillet 1967. Après s’être rendu à Gibraltar le 20 juillet et à Freetown en Sierra Leone, il a vécu la traditionnelle cérémonie de baptême de la Ligne le 30 juillet. Un arrêt à Simon's Town a précédé le temps de patrouille de Beira et le passage vers l’Extrême-Orient via Gan. Après avoir passé Noël à Singapour, le navire arrive à Hong Kong le 31 décembre 1967. Pendant son séjour à Hong Kong, la saisie de l’USS Pueblo par la Corée du Nord a fait monter les tensions. Le Daring a visité l’Australie, y compris Darwin, Sydney, où il a été inspecté par le commandant de la 2e escadrille de destroyers, et Melbourne. En compagnie des Troubridge et Cavalier, il a fait le voyage de 3000 milles jusqu’à l’île Maurice, rencontrant une forte houle avec des creux de 24 m. Cinq autres semaines ont été passées sur la patrouille de Beira avant de retourner au Royaume-Uni via Simonstown et Gibraltar.
En août 1968, le navire est stationné à Gibraltar pour des tâches de garde, qui comprennent une visite de l’amiral de la flotte Louis Mountbatten de Birmanie en septembre. Fin septembre, il était à Stockholm pour la British Week. Le mercredi 9 octobre 1968, il a commencé à se préparer à être placé sur la liste d’élimination et, en décembre 1968, il a été placé en réserve.

### Élimination
Le HMS Daring a été vendu pour démolition en 1971.